# زیرمنطقه اکوردت
زیرمنطقه اکوردت یک منطقهٔ مسکونی در اریتره است که در Gash-Barka Region واقع شده‌است.